# 名古屋市役所
名古屋市役所（なごやしやくしょ）は、地方公共団体である愛知県名古屋市の執行機関としての事務を行う施設（役所）である。中区の北部に位置する。
1933年（昭和8年）に竣工。これは政令指定都市の中では1927年（昭和2年）竣工の京都市役所に次いで2番目に歴史の長いものとなっている。
名古屋市役所は、本庁舎、東庁舎、西庁舎から成り、本庁舎の裏手に東庁舎、大津通をはさんで向かいに西庁舎が建てられている。
本庁舎は昭和天皇即位の記念事業として建設されたもので、公募によって選ばれた平林金吾の設計を基にした、近代的なビルに和風の瓦屋根を載せた「日本趣味を基調とした近世式」の意匠が特徴的である。『本物の名古屋城天守を前にして、木に竹を接いだようなマズイ出来栄えの天守閣を置くな』と、1933年10月の『新市庁舎落成祝賀会』以来、轟々とした非難が続いていた。
第二次世界大戦中には空襲の標的になるのを避けるため、屋根や外壁の一部にコールタールが塗られていたとされ、隣接する愛知県庁舎も同様だったとみられる。
本庁舎は2014年（平成26年）12月10日に「名古屋市庁舎 1棟」として国の重要文化財に指定されたほか、名古屋市都市景観条例に基づく都市景観重要建築物ともなっている。テレビドラマや映画などでロケ地として外観、貴賓室、正庁などが使用されることもある（後述）。

## 本庁舎

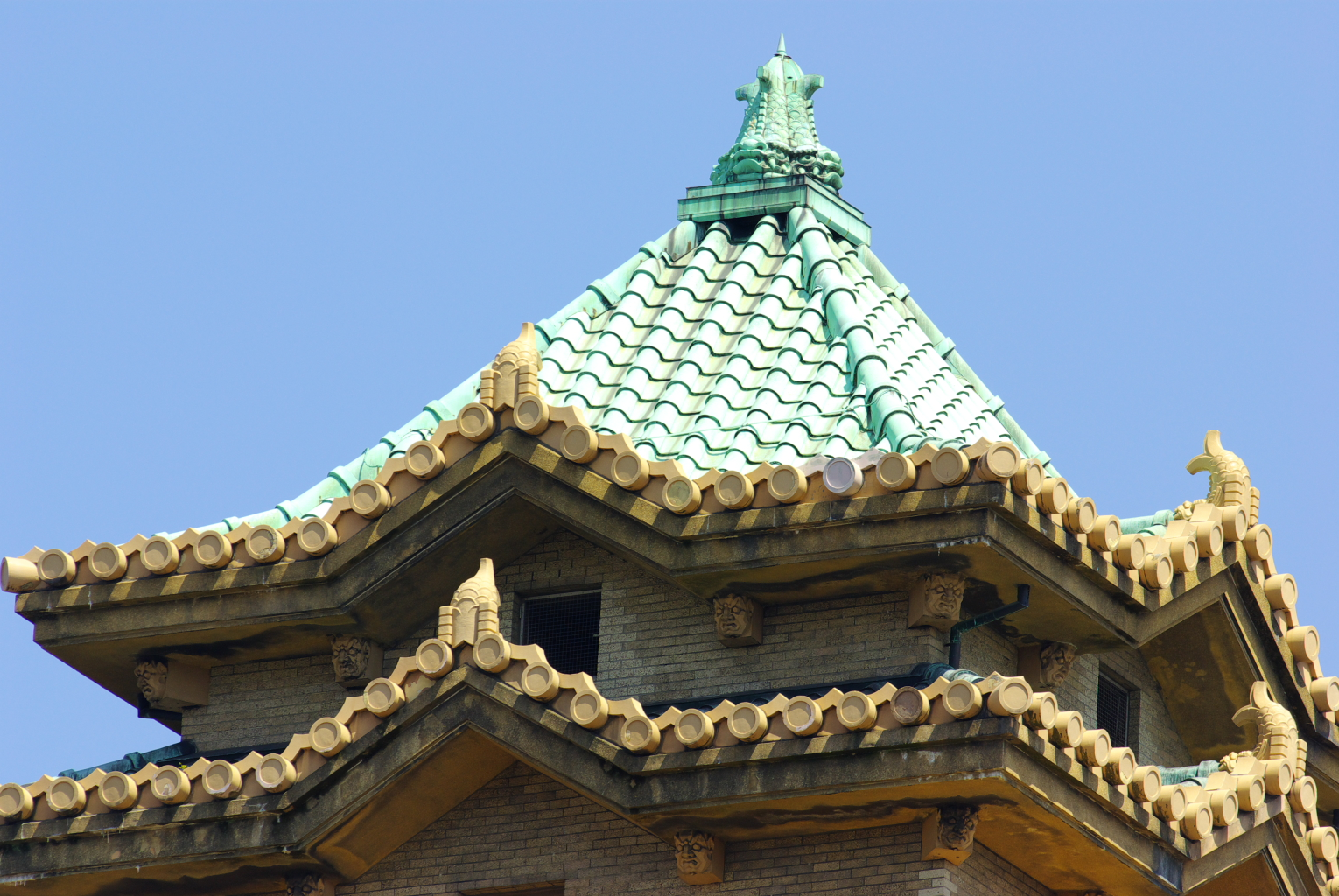
名古屋市役所頂部詳細

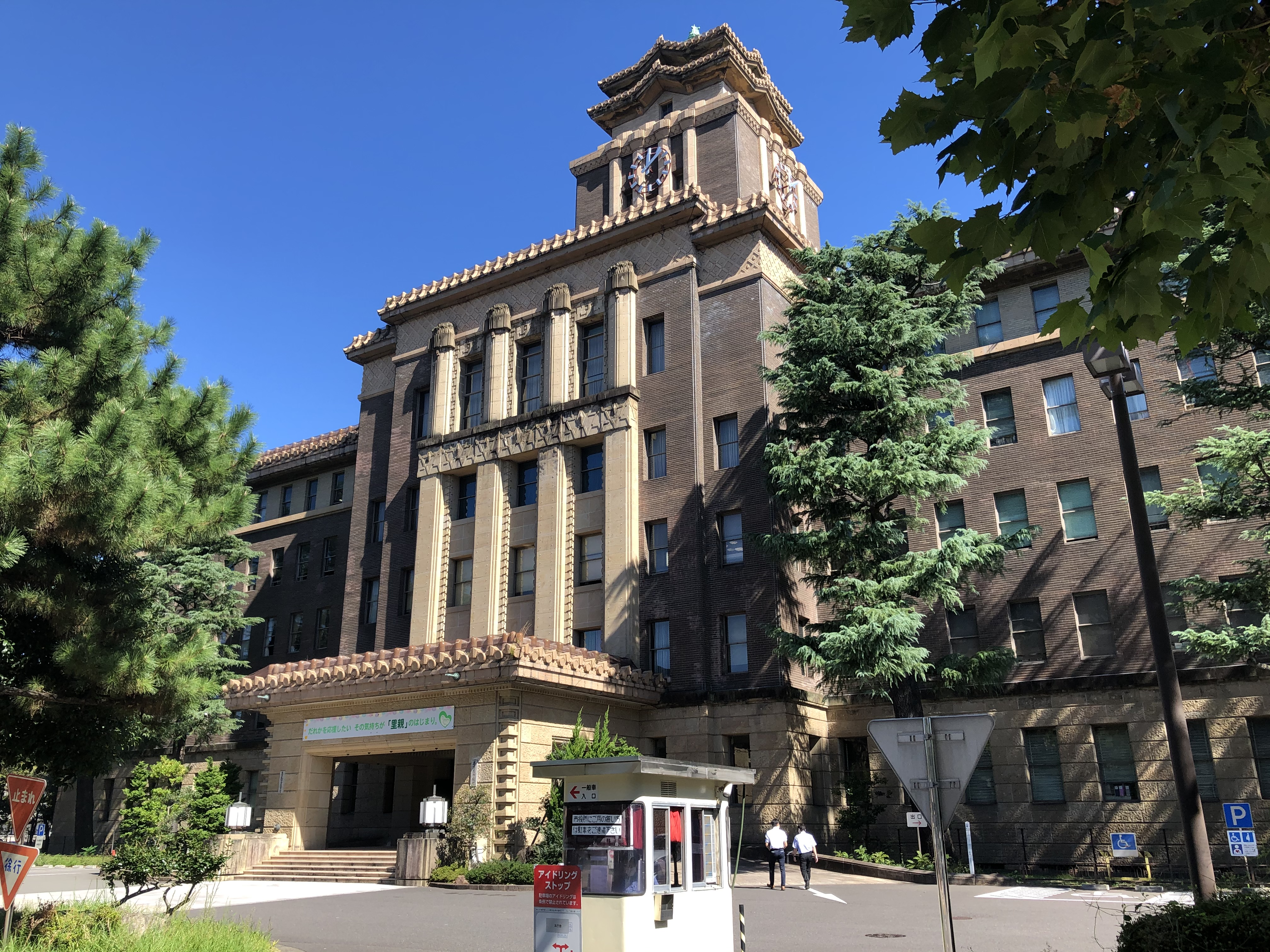
正面入口

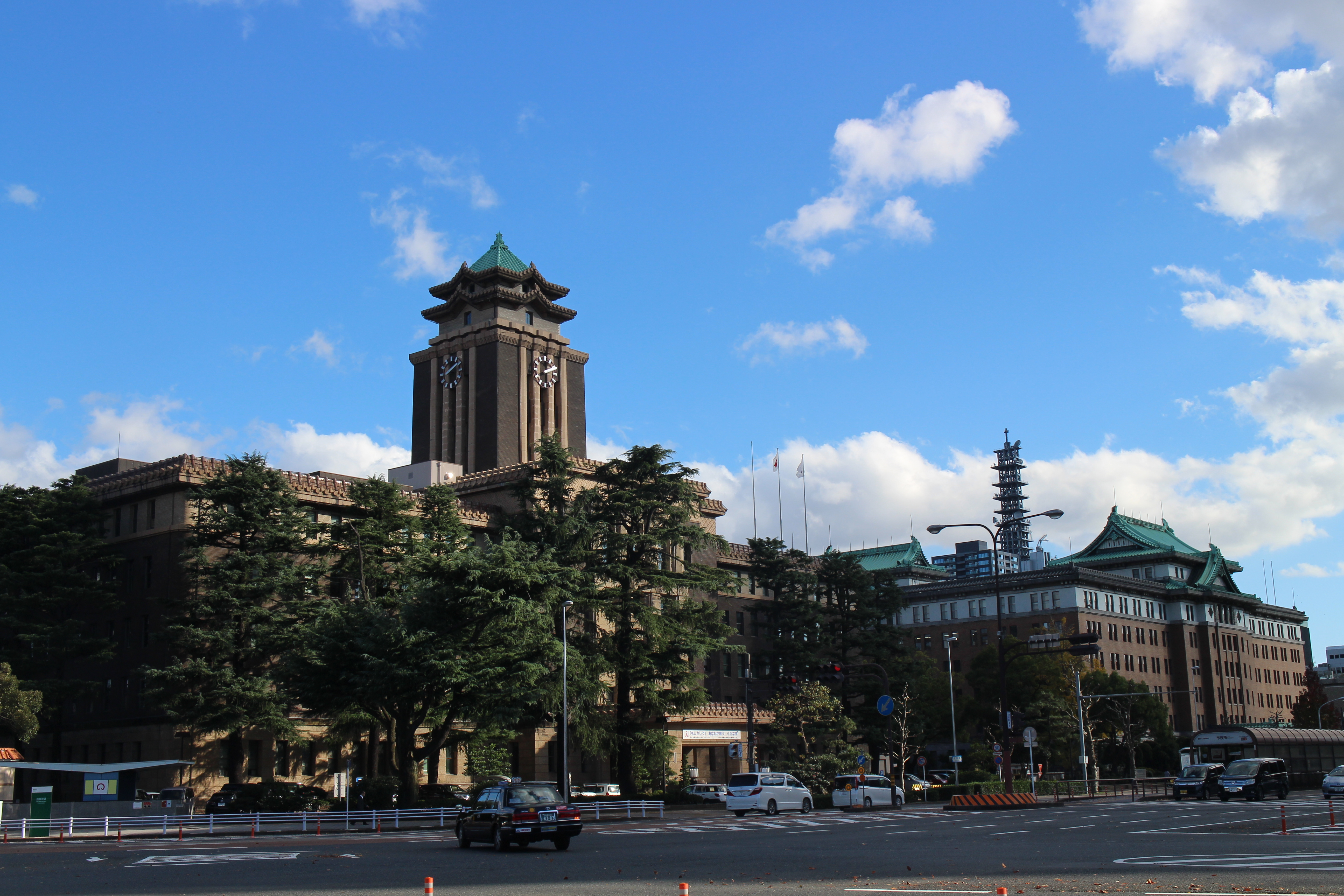
名古屋市役所本庁舎と愛知県庁舎

### 所在地
- 愛知県名古屋市中区三の丸三丁目1番1号

### 庁舎
| 階 | 概要 |
| -- | --- |
| 5F | 市民経済局（総務課、企画経理課、区政課、地域振興課、地域安全推進課、住民課、人権施策推進室、産業労働課、次世代産業振興課、消費流通課）、観光文化交流局（総務課、ナゴヤ魅力向上室、文化振興室、歴史まちづくり推進室）、環境局（公害保健課）、教育委員会事務局（文化財保護室）         |
| 4F | 市長室（国際交流課）、総務局（企画課、大都市・広域行政推進室、統計課、企画調整室、交通政策室、男女平等参画推進室）、財政局（主税課、市民税課、固定資産税課、収納対策課）、環境局（減量推進室、資源化推進室、作業課、廃棄物指導課、施設課、工場課）                                   |
| 3F | 市長室（秘書課、広報課）、総務局（総務課、行政経営室、大学調整室、区役所改革推進室、外郭団体改革推進室、人事課、人材開発室、監察室、給与課、安全衛生課）、財政局（財政課、資金課、管財課）、議場、市会傍聴席、本3A会議室                                                             |
| 2F | 健康福祉局(総務課、職員課、介護保険課、介護福祉課、高齢福祉課、保健医療課、健康増進課)、子ども青少年局(総務課、子ども未来課、保育企画室、保育運営課、子育て支援課) |
| 1F | 総務局（法制課）、市民経済局（人権施策推進室）、健康福祉局（監査室、障害企画課、障害者支援課、保護課、保険年金課、医療福祉課、環境薬務課、食品衛生課）、子ども青少年局（子ども福祉課）、消防局（総務課、職員課、施設課、予防課、指導課、消防課、救急対策室）、本1A会議室、本1B会議室 |

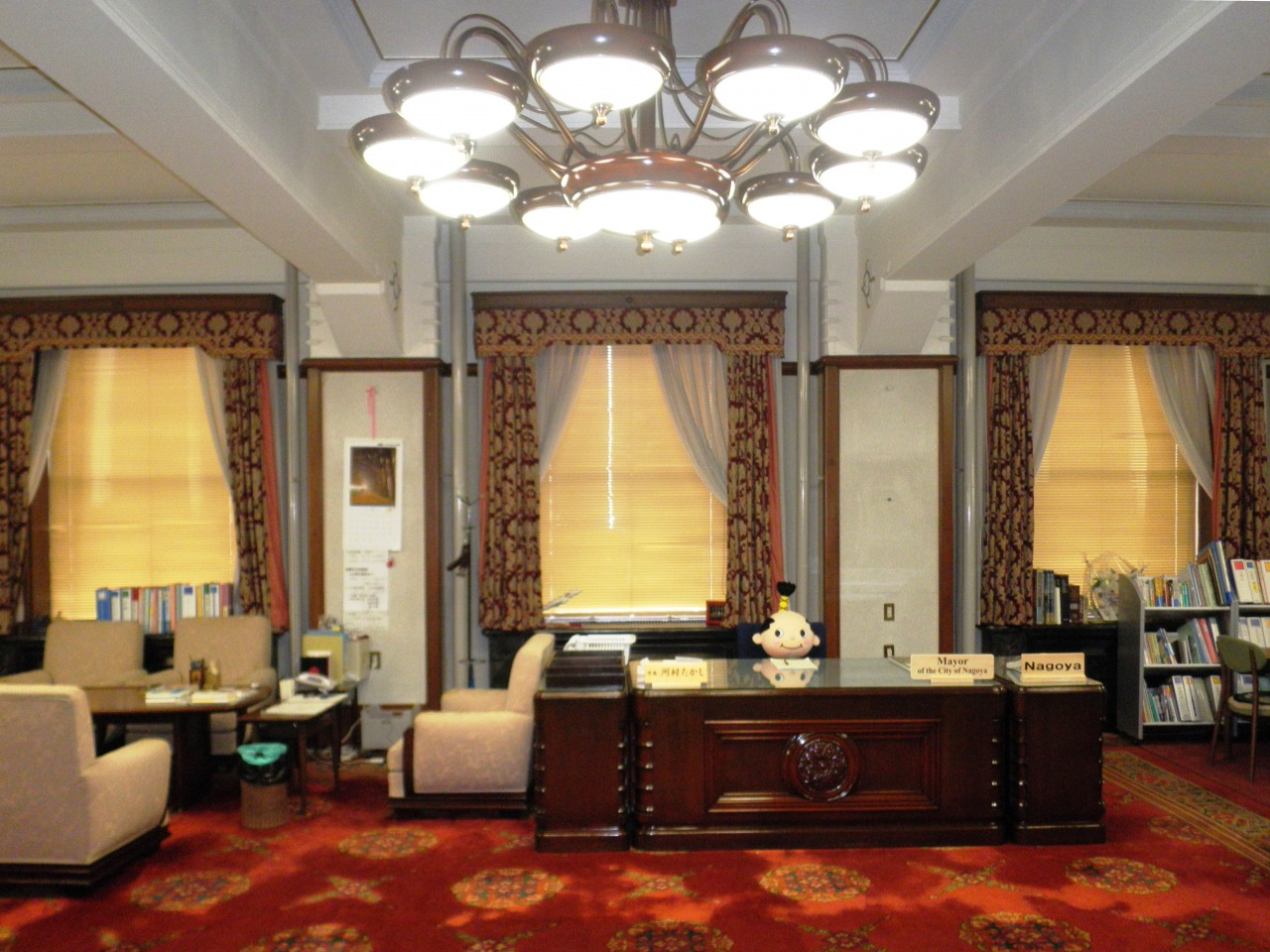
3F 市長執務室
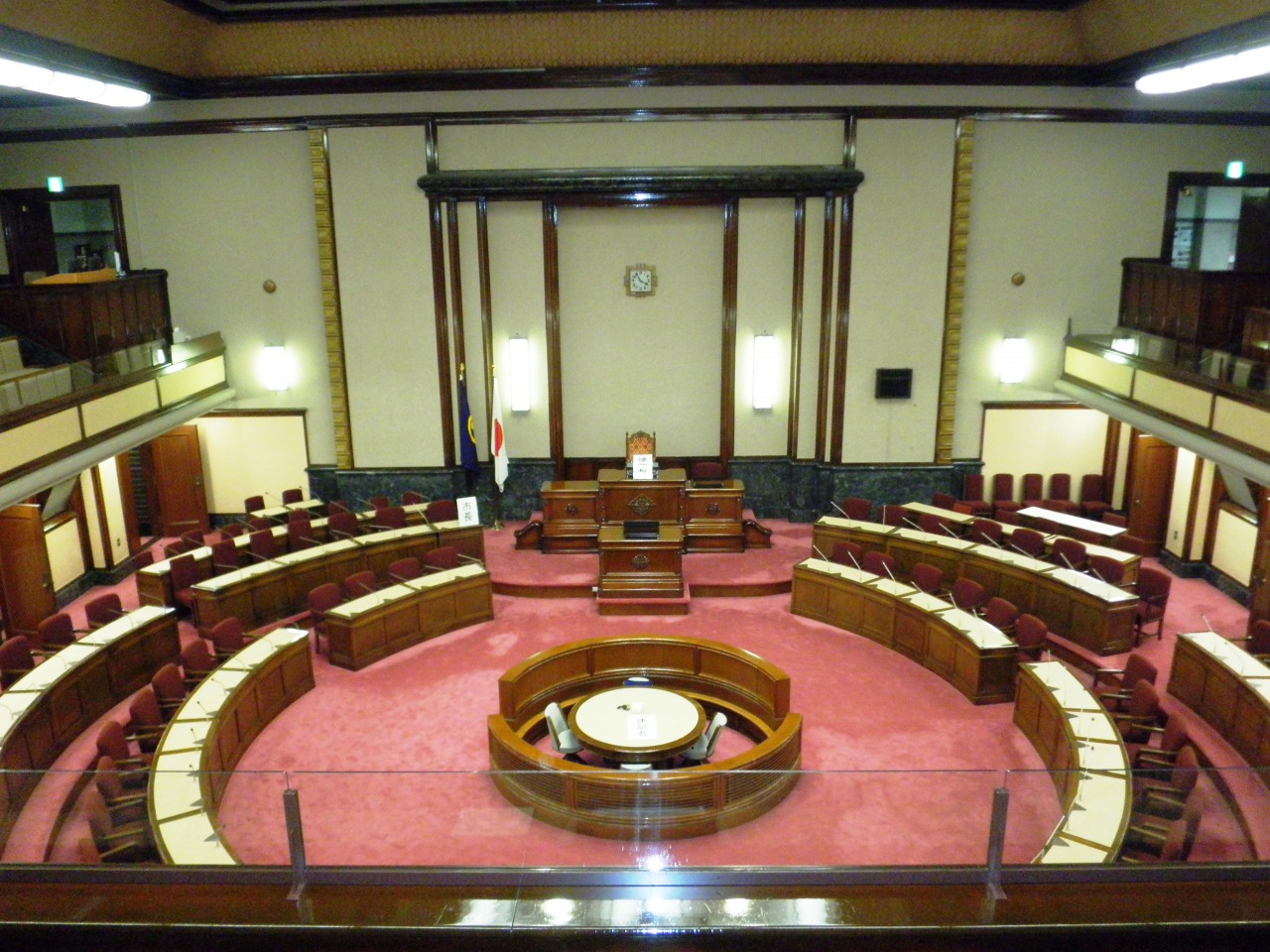
3F 議場
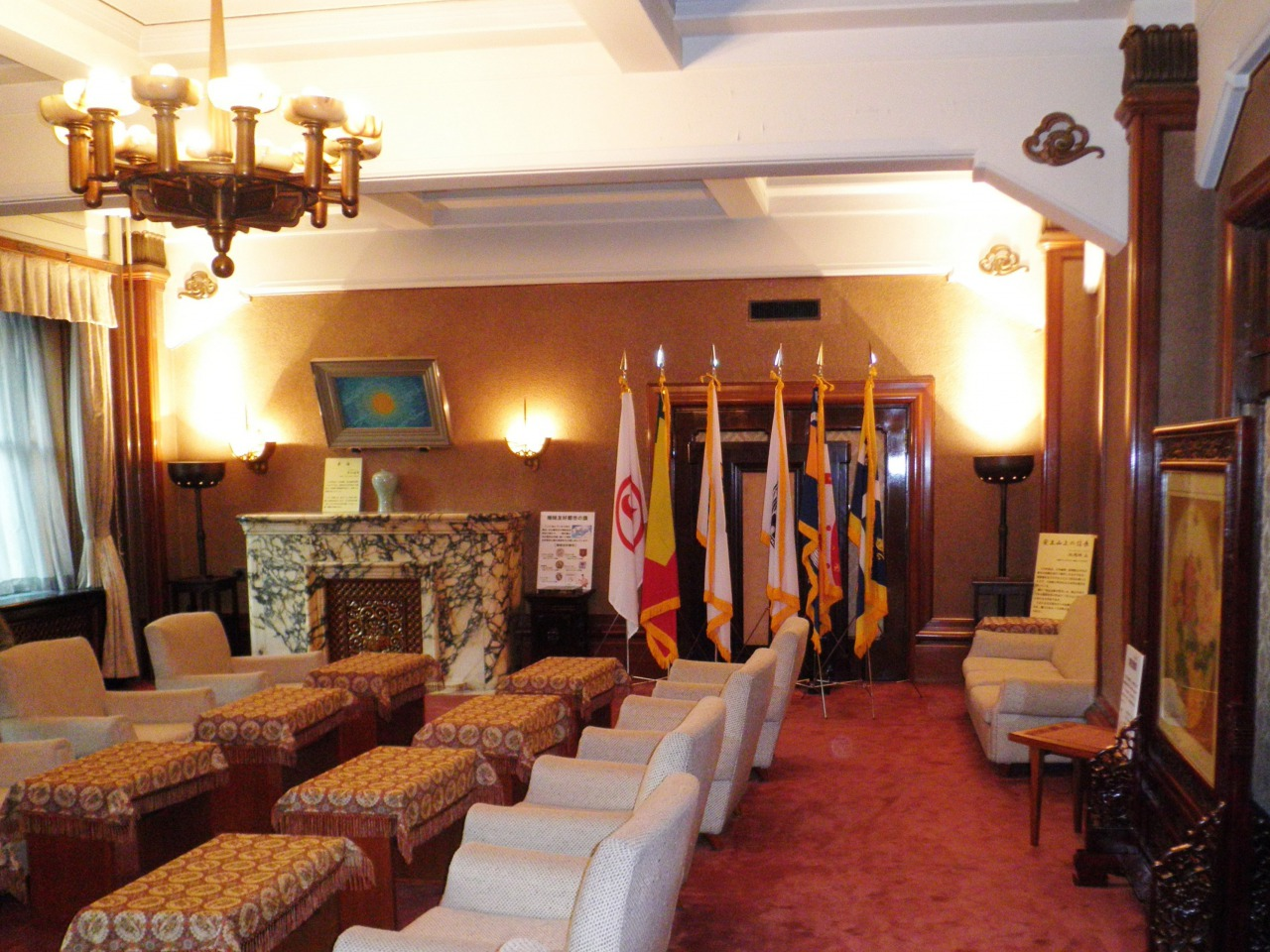
4F 貴賓室

## 東庁舎・西庁舎

### 東庁舎

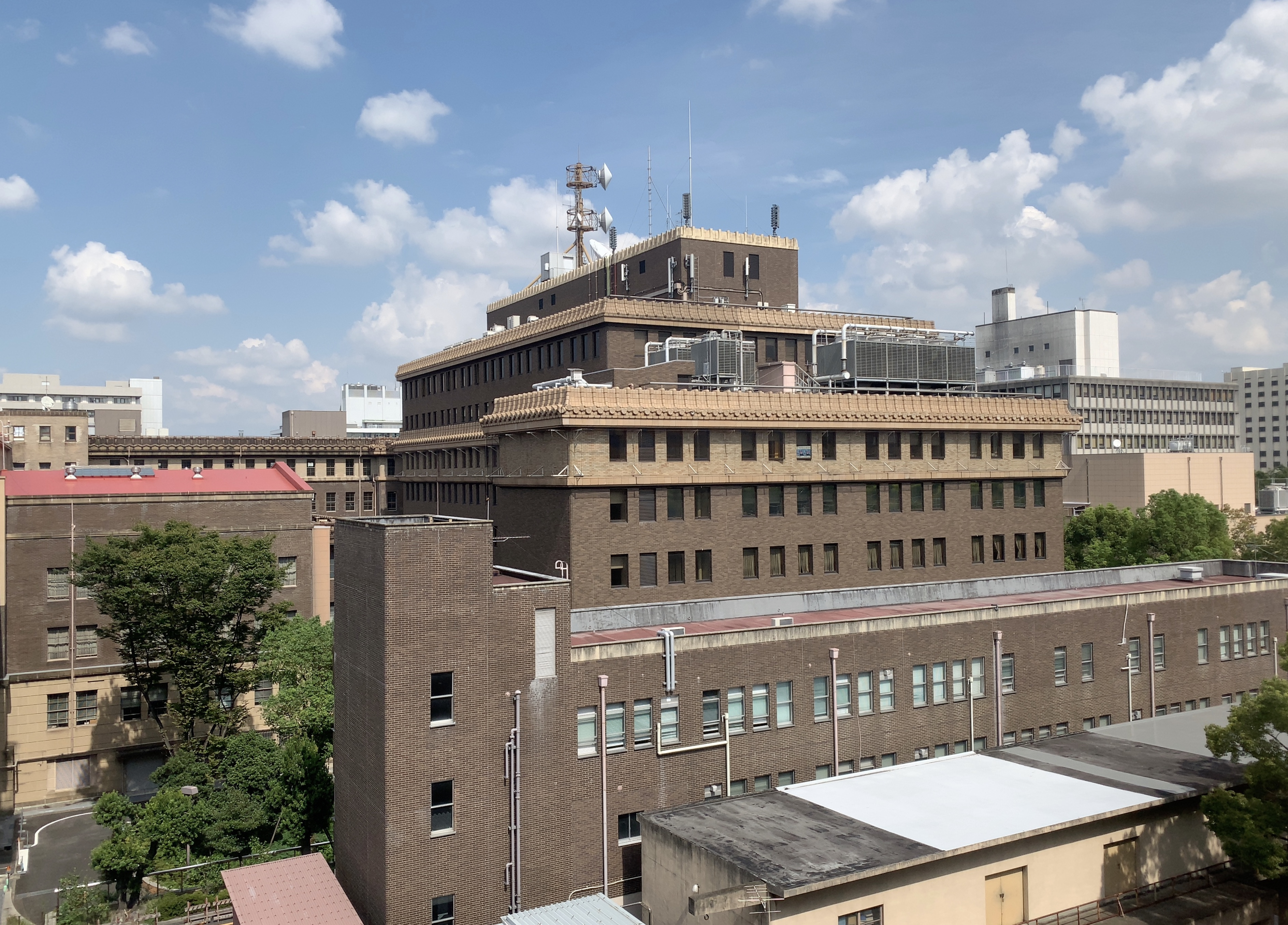
名古屋市東庁舎（中央奥。手前は名古屋市職員健康管理センター）

| 階  | 概要 |
| --- | --- |
| 8F  | 防災危機管理局（総務課、危機対策室）、第13会議室 |
| 7F  | 防災危機管理局（危機管理企画室、地域防災室）、消防局（指令課） |
| 6F  | 教育委員会事務局（総務課、企画経理課、人権教育室、学事課、施設課、指導室、教職員課、教育企画室、学校保健課、生涯学習課、スポーツ振興課、文化財保護室）                                         |
| 5F  | 環境局（総務課、職員課、環境都市推進課、生物多様性企画室、地球温暖化対策室、地域環境対策課、交通環境対策課）、監査事務局（監査第一課、監査第二課、工事監査室）、選挙管理委員会事務局、大会議室 |
| 4F  | 市会委員会室、特別委員会室 |
| 3F  | 市会議員控室 |
| 2F  | 正副議長室、市会事務局（総務課、議事課、調査課） |
| 1F  | 市会事務局（市会図書室）、人事委員会事務局（審査課、任用課）、第11会議室、第12会議室 |
| B1F | 会議室、和室 |

### 西庁舎
1966年（昭和41年）9月30日完工。同年10月3日から使用開始。総工費は26億2千万円。

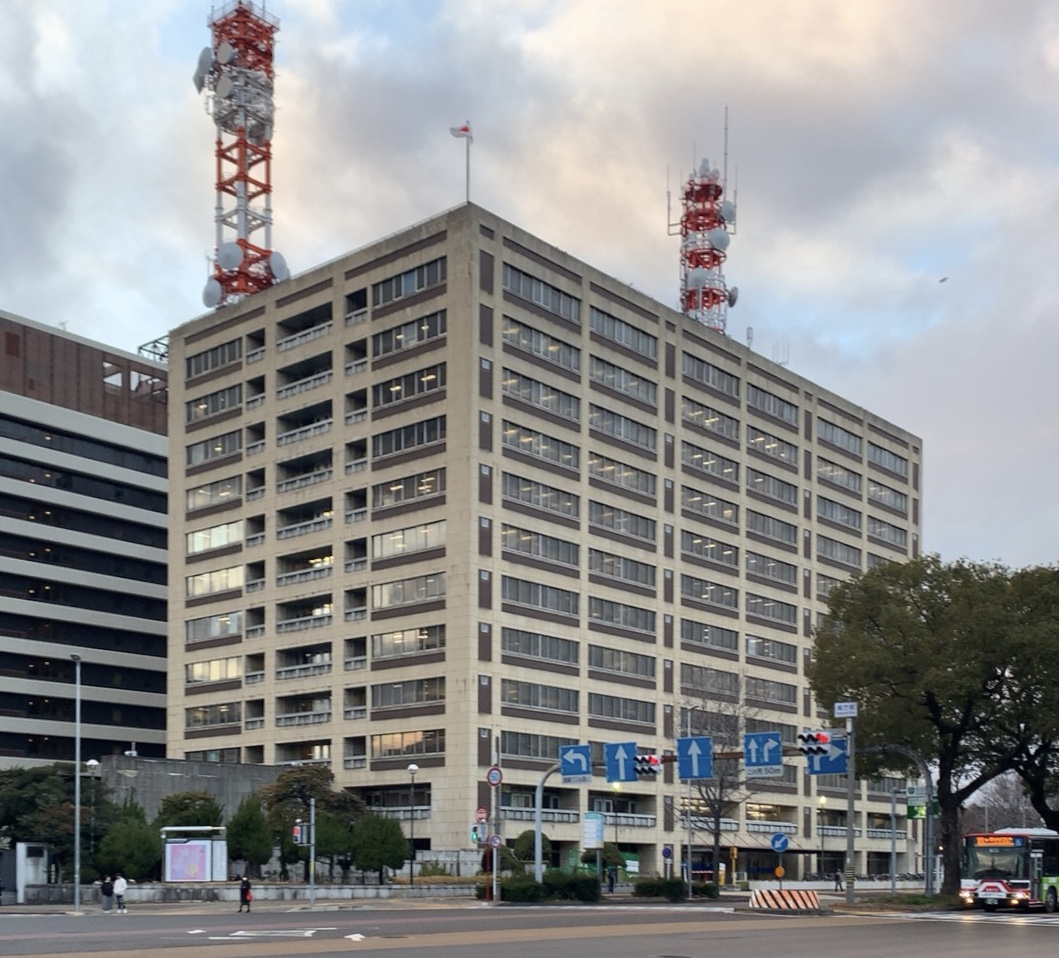
名古屋市西庁舎

| 階  | 概要 |
| --- | --- |
| 12F | 総務局（情報化推進課）、病院局（総務課、経理課、経営企画室）、第3・第16～19会議室、市長部局入札室                                                      |
| 11F | 財政局（契約監理課、工事契約課）、交通局（安全対策室、技術管理課、計画課、設計課、工事課、建築課 、電車車両課、工務課、電気課、営繕課 ）               |
| 10F | 交通局（総務課、広報広聴室、人事課、労務課、経営企画課、安全監理課、財務課、営業課、乗客誘致推進室、資産活用課、運輸課、駅務課、電車運転課             |
| 9F  | 交通局（管理課、自動車施設課、自動車運転課、自動車車両課）、上下水道局（情報企画課、下水道計画課、水道計画課、工務課、施設課）、第8会議室              |
| 8F  | 上下水道局（総務課、労務課、安全衛生課、調査課、経営企画課、お客さまサービス課、配水課、保全課、設計第一課、設計第二課）                               |
| 7F  | 上下水道局（経理課、契約課、管財課、営業課、料金課、給排水設備課）、緑政土木局（用地管理課、公共用地課、測量課、堀川総合整備室、道路用地課）           |
| 6F  | 緑政土木局（総務課、企画経理課、道路管理課、道路維持課、道路建設課、橋梁課、自転車駐車対策室、河川計画課、河川工務課）                                 |
| 5F  | 緑政土木局（技術指導課、農政課、農業技術課、緑地管理課、緑地施設課、緑化推進課）、住宅都市局（住宅企画課、住宅整備課、住宅管理課）                     |
| 4F  | 住宅都市局（総務課、企画経理課、都市計画課、街路計画課、都市景観室、交通施設計画課、特定交通経営管理室、開発調整課、区画整理課、志段味総合整備推進室） |
| 3F  | 住宅都市局（監理指導室、営繕企画課、営繕課、住宅・教育施設課、保全推進課、設備課、都市再生推進課、臨海開発推進室、市街地整備課）、第5会議室            |
| 2F  | 住宅都市局（建築指導課、開発指導課、建築審査課、監察課）、交通局（会計課、営業企画課）                                                                 |
| 1F  | 会計室（出納課、審査課）、市民経済局（広聴課、市政情報課、市民相談室、市民情報センター）                                                               |

## 組織
名古屋市の組織としては、2020年（令和2年）4月時点で以下の部局が設置されている。
- 会計室[7]
- 防災危機管理局[7]
- 市長室[7]
- 総務局[7]
- 財政局[7]
- スポーツ市民局[7]
- 経済局[7]
- 観光文化交流局[7]
- 環境局[7]
- 健康福祉局[7]
- 子ども青少年局[7]
- 住宅都市局[7]
- 緑政土木局[7]
- 消防局[7]
- 農業委員会事務局[7]
- 選挙管理委員会事務局[7]
- 監査事務局[7]
- 人事委員会事務局[7]
- 教育委員会事務局[7]
- 市会事務局[7]
- 病院局[7]
- 上下水道局[7]
- 交通局[7]

### 防災危機管理局
総務課（庶務係、経理係）・危機管理企画室（企画係、震災対策等担当、風水害対策担当、防災に係る特命事項の処理担当）・危機対策室（危機対策係、情報・啓発担当、広域連携担当）・地域防災室（地域防災係、住民支援担当）からなる。総務課および危機管理企画室については東庁舎1階、危機対策室および地域防災室については東庁舎8階にそれぞれ所在する。名古屋市港防災センターは危機対策室情報・啓発担当が所管する。

### 環境局
総務課・職員課・環境企画部（環境企画課、環境教育担当、生物多様性の保全担当、国連生物多様性の10年最終年に係る企画調整等担当、低炭素都市推進課）・地域環境対策部（地域環境対策課、環境影響評価・化学物質担当、大気環境対策課、公害保健課、環境科学調査センター）・ごみ減量部（減量推進室、資源化推進室）・事業部（作業課、路上禁煙・住居の不良堆積物対策の推進等担当、廃棄物指導課、環境事業所）・施設部（施設課、処分場確保担当、処分場建設担当、処分場、工場課、建設計画担当、新工場建設推進担当、南陽工場設備更新担当、猪子石工場、富田工場、大江破砕工場、五条川工場）からなる。

## 区役所
名古屋市内の16行政区のうち、6区に支所を設置している。

### 支所非設置区
- 中区：中区栄四丁目1番8号
- 東区：東区筒井一丁目7番74号
- 千種区：千種区覚王山通8丁目37番地
- 名東区：名東区上社二丁目50番地
- 中村区：中村区竹橋町36番31号
- 熱田区：熱田区神宮三丁目1番15号
- 昭和区：昭和区阿由知通3丁目19番地
- 天白区：天白区島田二丁目201番地
- 南区：南区前浜通3丁目10番地
- 瑞穂区：瑞穂区瑞穂通3丁目32番地

### 支所設置区
- 西区：西区花の木二丁目18番1号
  - 山田支所：西区八筋町358番地2
- 北区：北区清水四丁目17番1号
  - 楠支所：北区楠二丁目974番地
- 守山区：守山区小幡一丁目3番1号
  - 志段味支所：守山区大字下志段味字横堤1390番地1
- 中川区：中川区高畑一丁目223番地
  - 富田支所：中川区春田三丁目215番地
- 港区：港区港明一丁目12番20号
  - 南陽支所：港区春田野三丁目1801番地
- 緑区：緑区青山二丁目15番地
  - 徳重支所：緑区元徳重一丁目401番地（2010年5月6日に新規開設した支所）

## 施設周辺
- 愛知県庁舎
- 名古屋市市政資料館
- 名古屋拘置所
- 名古屋城
- 愛知県体育館
- 国立病院機構名古屋医療センター
- 名古屋城駅（名古屋市営地下鉄名城線、名古屋市役所と直結。旧称：市役所駅）
- 東大手駅（名鉄瀬戸線）
- 大津通
- 出来町通（愛知県道215号田籾名古屋線）

## ロケ地として使われた作品
- 鬼と呼ばれた男 松永安左ェ門（テレビドラマ、NHK総合、2015年9月）[10]
- 全力離婚相談（テレビドラマ、NHK総合、2015年1月）[10]
- LEADERS リーダーズ（テレビドラマ、TBSテレビ、2014年3月）[10]
- スケート靴の約束 名古屋女子フィギュア物語（テレビドラマ、テレビ愛知、2013年12月）[10]
- 太陽の罠（テレビドラマ、2013年11月、NHK総合、2013年11月）[10]
- オリンピックの身代金 〜1964年・夏〜（テレビドラマ、テレビ朝日、2013年11月）[10]
- 謝罪の王様（映画、2013年）[10]
- 恋するハエ女（テレビドラマ、NHK総合、2012年11月）[10]
- 負けて、勝つ 〜戦後を創った男・吉田茂〜（テレビドラマ、NHK総合、2012年9月）[10]
- アウトレイジ ビヨンド（映画、2012年）[10]
- さよならドビュッシー（映画、2013年）[10]
- 終の信託（映画、2012年）[10]
- ステキな金縛り（映画、2011年）[10]
- 気骨の判決（テレビドラマ、NHK総合、2009年）[10]
- 官僚たちの夏（テレビドラマ、TBSテレビ、2009年8月）[10]
- SP 革命篇（映画、2011年）[10]
- 監査法人（テレビドラマ、NHK総合、2008年6月）[10]
- 白洲次郎（テレビドラマ、NHK総合、2008年2月）[10]
- 税務調査官・窓際太郎の事件簿16（テレビドラマ、TBSテレビ、2006年）[10]
- 華麗なる一族（テレビドラマ、TBSテレビ、2006年）[10]
- 小さき勇者たち〜ガメラ〜（映画、2005年）[10]
- 笑の大学（映画、2003年）[10]